# Kazaam
Kazaam és una pel·lícula estatunidenca dirigida per Paul Michael Glaser, estrenada l'any 1996. Ha estat doblada al català.

## Argument
Després d'haver estafat la banda de la seva escola, Max és obligat a fugir. Refugiat en una casa antiga i abandonada, on accidentalment descobreix una vella caixa d'on s'escapa un geni, Kazaam. Però la seva vella màgia sembla no funcionar. Quan per fi recupera els seus poders, dona començament una devastadora successió de trucs enlluernadors.

## Repartiment
- Shaquille O'Neal: Kazaam
- Francis Capra: Maxwell 'Max' Connor
- Ally Walker: Alice Connor
- James Acheson: Nicholas 'Nick' Matteo
- Marshall Manesh: Malik
- John Costelloe: Travis
- Fawn Reed: Asia Moon
- Wade Robson: Elito
- Efren Ramirez: Carlos
- Da Brat: Da Brat

## Al voltant de la pel·lícula
El film va ser un fracàs de critica i comercial. El jugador de basquet O'Neal va explicar en una entrevista que només va fer aquest paper pel caixet de 7 milions de dòlars.
El film va ser víctima de 2009 a 2016 de l'efecte Mandela a internet, o sigui el sentit col·lectiu d'esdeveniments ficticis es transformen en fals record o en la investigació de la teoria de la conspiració. Així, una certa part d'internautes ha confós aquest film amb un llargmetratge inexistent, Shazam, on Shaazam, interpretat pel còmic Sinbad, amb la mateixa idea de geni benefactor.